# Feliciano Ramírez de Arellano y Gutiérrez de Salamanca
Feliciano Ramírez de Arellano y Gutiérrez de Salamanca, II Marquès de Fuensanta del Valle (Cadis, 9 de juny de 1826 – Còrdova, 29 de maig de 1896) fou un aristòcrata i historiador espanyol, acadèmic de la Reial Acadèmia de la Història.

## Biografia
Fill d'Antonio Ramírez de Arellano y Baena, primer marquès de Fuensanta del Valle, a la mort del seu pare heretà el títol. Es casà en primeres noces amb Cristeta Moyano y Aguilar i en segones noces amb Emilia Gómez Medina.
Va fer els estudis primaris al Col·legi de l'Asunción de Còrdova i més tard cursa Filosofia al Seminari de San Pelagio. Es llicencia en Dret a la Universitat de Granada, exercint diversos càrrecs en el camp de la judicatura. En 1893 fou escollit acadèmic numerari de la Reial Acadèmia de la Història i en 1888 de la Reial Acadèmia de Ciències Morals i Polítiques. Fou fundador entre altres de la Societat de Bibliòfils Espanyols, va ser senador per la província de Còrdova en les legislatures 1886, 1887, 1887-1888, 1888-1889, 1889-1890, 1893 i 1894-1895, conseller d'Estat i ministre del Tribunal del Contenciós. Fundador entre altres del Reial Cercle de l'Amistat de Còrdova.

## Obres
- Colección de documentos inéditos para la historia de España
- Colección de libros raros o curiosos